# Eastlake (Ohio)
Pour les articles homonymes, voir Eastlake.
Eastlake est une ville située dans le comté de Lake, dans l'Ohio, aux États-Unis. La population est recensée au nombre de 20 255 durant le recensement de 2000. Ted Andrzejewski est le maire actuel d'Eastlake.
Eastlake est le site où les alimentations électriques générales basées à Akron étaient tombées en panne durant le 14 août 2003 à 1 h 31, conduisant quelques heures plus tard à la panne de courant nord-américaine de 2003.

## Démographie
En date du recensement de 2000, il y avait 20 255 habitants, 8 055 en ménage, et 5 557 familles résidant dans la ville. la densité de population était de 1 222 habitants par km². La population ethnique recensait 97,44 % de blancs, 0,54 % d'afro-américains, 0,16 % de natifs américains, 0.97% d'asiatiques et 0.16 % autres. Les hispaniques et latino-américains formaient 0,70 % de la population. 17,1 % était d'origine allemande, 16,4 % italienne, 15,1 % irlandaise, 7,5 % polonaise, 6,1 % slovaques et 5,7 % anglaises d'après le recensement de 2000.